# Hermann Schneider (Politiker, 1872)

Hermann Schneider

Hermann Schneider (* 29. Januar 1872 in Gröppendorf; † 19. Mai 1953 in Bodenfelde) war ein deutscher Politiker und politischer Funktionär (NSDAP). Schneider war u. a. Mitglied des Reichstags.

## Leben
Der gelernte Landwirt Schneider trat nach dem Militärdienst beim 1. Garde-Ulanen-Regiment in Potsdam in den Staatsdienst ein.
1914 nahm Schneider mit dem posischen Landsturmbataillon Lissa am Ersten Weltkrieg teil.
1922 wurde Schneider Pächter des Rittergutes Eckersdorf (Landkreis Namslau). Von 1932 bis 1934 war er Vorsitzender der Landwirtschaftskammer von Niederschlesien, dann Landes-Hauptabteilungsleiter II der Landesbauernschaft Schlesiens. Er war Vorsitzender der schlesischen Herdbuchgesellschaft und der Arbeitsgemeinschaft für die Veredelung wirtschaftlicher Düngemittel sowie des Verwaltungsrates buchführender Landwirte in Schlesien.
Als Mitglied der NSDAP (Mitgliedsnummer 162.440) war Schneider ab der 5. Wahlperiode 1930 bis zur 11. Wahlperiode Abgeordneter für den Wahlkreis 7 (Breslau) im Reichstag. Der Reichsbauernführer Richard Walther Darré ernannte Schneider mit Zustimmung des Führers und Reichskanzlers Adolf Hitler zum „Reichsinspekteur für die Erzeugungsschlacht“. Außerdem war er Mitglied der Schutzstaffel (Mitgliedsnummer 276.597).

## Schriften
- Künstliche Geflügelzucht. Richard Carl Schmidt & Co. (Verlag für Land- und Forstwirtschaft, Gartenbau, Fischerei, Bienenzucht), Leipzig, 1904.
- Brut, Aufzucht und Mast von feinstem Tafelgeflügel. Richard Carl Schmidt / Reichenbach’sche Verlagsbuchhandlung, Leipzig 1905.
- Landwirtschaftliche Entenzucht. F. Pfenningstorff, Berlin, 1912.
- Künstliche Brut und Aufzucht. Lehrmeister Bücherei, Leipzig, 1916.
- Die Lebewesen des Ackers im Dienste der Landwirtschaft. Leipzig, Reichenbach, 1925.
- Die Bearbeitung der Scholle. Eckersdorf, 1928.
- Unser täglich Brot. Franz Eher Nachfolger, München 1930.
- Erfolgreiche Entenzucht. F. Pfenningstorff, Berlin 1940.